# Пеплински, Майк
Майкл «Майк» Пепли́нски (англ. Michael "Mike" Peplinski; род. 11 февраля 1974, Ла-Кросс, Висконсин) — американский кёрлингист, тренер по кёрлингу.
В составе мужской сборной США выступал на зимних Олимпийских играх 1998, команда США заняла четвёртое место.

## Достижения
- Чемпионат США по кёрлингу среди мужчин: серебро (2000).
- Американский олимпийский отбор по кёрлингу: золото (1997).
- Чемпионат мира по кёрлингу среди юниоров: бронза (1991, 1994).
- Чемпионат США по кёрлингу среди юниоров: золото (1994, 1995), серебро (1991).
- Лучший кёрлингист года в США (англ. USA Curling Male Athlete of the Year): 1994.
- «Команда всех звёзд» (англ. All-Star Team) чемпионата мира среди юниоров: 1994.

## Команды
| Сезон                                               | Четвёртый      | Третий         | Второй          | Первый         | Запасной                          | Турниры                         |
| --------------------------------------------------- | -------------- | -------------- | --------------- | -------------- | --------------------------------- | ------------------------------- |
| 1990—91                                             | Майк Пеплински | Крейг Браун    | Ryan Braudt     | Кори Уорд      |                                   | ЧСШАЮ 1991                      |
| 1990—91                                             | Эрик Фенсон    | Шон Рожески    | Kevin Bergstrom | Ted McCann     | Майк Пеплински                    | ЧМЮ 1991                        |
| 1993—94                                             | Майк Пеплински | Крейг Браун    | Ryan Braudt     | Кори Уорд      | Райан Куинн (ЧМЮ)                 | ЧСШАЮ 1994 · ЧМЮ 1994           |
| 1994—95                                             | Майк Пеплински | Крейг Браун    | Ryan Braudt     | Кори Уорд      | Райан Куинн (ЧМЮ)                 | ЧСШАЮ 1995 · ЧМЮ 1995 (5 место) |
| 1996—97                                             | Майк Пеплински | Shaun Rodeski  | Пит Фенсон      | Джон Брант     |                                   |                                 |
| 1997—98                                             | Тим Сомервилл  | Майк Пеплински | Майлс Брандидж  | Джон Гордон    | Тим Солин (ЗОИ)                   | АООК 1997 · ЗОИ 1998 (4 место)  |
| 1998—99                                             | Пол Пустовар   | Дэйв Виолетт   | Грег Уилсон     | Майк Пеплински |                                   |                                 |
| 1999—00                                             | Пол Пустовар   | Дэйв Виолетт   | Майк Пеплински  | Кори Уорд      | Грег Уилсон                       | ЧСША 2000                       |
| 2000—01                                             | Пол Пустовар   | Майк Пеплински | Дэйв Виолетт    | Кори Уорд      | Doug Anderson                     | ЧСША 2001                       |
| 2001—02                                             | Пол Пустовар   | Майк Пеплински | Дэйв Виолетт    | Кори Уорд      | Doug Anderson тренер: Майк Лиапис | АООК 2001 (4 место)             |
| 2004—05                                             | Doug Anderson  | Ron Parks      | Майк Пеплински  | Brian Paral    |                                   |                                 |
| Кёрлинг среди смешанных пар (mixed doubles curling) |                |                |                 |                |                                   |                                 |
| 2014—15                                             | Laura Roessler | Майк Пеплински |                 |                |                                   | ЧСШАСП 2015 (5 место)           |

(скипы выделены полужирным шрифтом)

## Результаты как тренера национальных сборных
| Год  | Турнир                  | Сборная             | Место |
| ---- | ----------------------- | ------------------- | ----- |
| 2025 | Зимняя Универсиада 2025 | США (студенты муж.) | 2     |